# Ten Network Holdings
Ten Network Holdings Ltd., é uma das principais empresas de mídia da Austrália. Com sede em Sydney, a principal empresa do grupo é a Ten Network, uma rede australiana de televisão aberta. A Ten Network Holdings foi adquirida pela CBS Corporation (CBS Austrália) em 10 de novembro de 2017.
Em dezembro de 2019, a empresa controladora CBS Corporation se fundiu com a Viacom para formar a ViacomCBS e torná-la uma empresa irmã da Paramount Pictures, Grupo Telefe e Channel 5 Broadcasting Limited.